# Manuel Boecker
Manuel Boecker (* 1973 in Iserlohn) ist ein deutscher Schauspieler und Maler.

## Werdegang
Manuel Boecker wurde 1973 in Iserlohn/Westfalen geboren und absolvierte nach dem Abitur und Zivildienst eine Tischlerlehre. Nach deren Abschluss erhielt Boecker seine Schauspielausbildung von 1997 bis 2000 an der Neuen Schauspielschule in München. Nach diversen Off-Produktionen führte ihn sein erstes zweijähriges Engagement ans Nationaltheater Mannheim. Danach arbeitete er als freier Schauspieler und gastierte u. a. am Jungen Ensemble in Stuttgart. In der Spielzeit 2004/05 war er festes Mitglied des Stadttheaters in Landshut.
Neben seiner Arbeit als Schauspieler ist er als Trainer und Rollenspieler tätig. Er leitet Workshops und Kurse im Bereich Schauspieltraining und Improvisation.

## Filmografie
- 2018: SOKO München
- 2017: Tonio und Julia – Zwei sind noch kein Paar
- 2017: Die Rosenheim-Cops
- 2016: Wenn du rausgehst
- 2016: Heineken – A peaceful Christmas
- 2016: Dahoam is Dahoam
- 2015: Das Prinzip Steinlaus
- 2014: Handelsblatt – Gehirnvergrößerung
- 2014: Weißblaue Geschichten
- 2014: Die Rosenheim-Cops
- 2014: Sturm der Liebe
- 2013: Der Wagner-Clan. Eine Familiengeschichte
- 2012: Actors
- 2012: Schafkopf – A bisserl was geht immer
- 2012: München 7
- 2012: Die Garmisch-Cops
- 2011: Die Rosenheim-Cops
- 2011: Hubert und Staller
- 2010: Zu viele Musen
- 2010: Die Tochter des Mörders
- 2010: Actimel – Dick Eingepackt
- 2009: Die Tochter des Mörders
- 2009: Hausmeister Krause – Ordnung muss sein
- 2009: Der Bergdoktor
- 2008: Ihr Auftrag, Pater Castell
- 2006: Blutsbande
- 2006: Zwei zum Fressen gern

## Theater
- 2016–2017: Zimt & Zyankali Tourneetheater, Finale Grande, Zanzarelli, Kommissar, R: Markus Menzel
- 2016–2017: Schauburg München, Liebeslichterloh, Montague, Live-Kamera, u. a., R: Peer Boysen
- 2014–2015: Altstadttheater Ingolstadt, Besuch bei Mr. Green, Ross, R: Veronika Wolff
- 2010–2011: Altstadttheater Ingolstadt, Kunst, Yvan, R: Werner Schnitzer
- 2009–2011: Junges Schauspiel Ensemble München, Die Weisse Rose, Reinhard Mohr, R: Michael Stacheder
- 2010: Gugg Kulturhaus Braunau, Schwindelfrei, Posch, R: Alois Mandl
- 2009–2010: Altstadttheater Ingolstadt, Indien, Fellner, R: Werner Schnitzer
- 2008: Gostner Hoftheater Nürnberg / Stadttheater Bruneck, Männergespräche, Jakob, R: Oliver Karbus
- 2007–2008: Altstadttheater Ingolstadt, Reigen, sämtliche Männerrollen, R: Ingrid Cannonier
- 2006–2007: Kampnagel Hamburg, Im Puls - Ein Kultur Workout, Trainer, R: Katja Langenbach
- 2006: Südostbayerisches Städtetheater Landshut, Marseillaise, Franz, R: Stefan Tilch
- 2006: Sophiensäle Berlin, Kampnagel Hamburg, Plutos, Hermes, u. a., R: Katja Langenbach
- 2005–2006: Südostbayerisches Städtetheater Landshut, Die Jungfrau von Orleans, La Hire, R: Oliver Karbus
- 2005–2006: Südostbayerisches Städtetheater Landshut, Der Kissenmann, Katurian, R: Nilufar Münzing
- 2005–2006: Südostbayerisches Städtetheater Landshut, Woyzeck, Student, Waffenhändler, u. a., R: Gerd Lohmeyer
- 2005: Südostbayerisches Städtetheater Landshut, Das Mass der Dinge, Philipp, R: Veronika Wolff
- 2005: Südostbayerisches Städtetheater Landshut, Ladies Night, Jürgen, R: Martina Veh
- 2005: Südostbayerisches Städtetheater Landshut, Geschichten aus dem Wienerwald, Havlitschek, R: Volkmar Kamm
- 2005: Südostbayerisches Städtetheater Landshut, Butterbrot, Stephan, R: Oliver Karbus
- 2004: Südostbayerisches Städtetheater Landshut, Was Ihr wollt, Antonio, R: Oliver Karbus
- 2003–2004: Nationaltheater Mannheim / Schnawwl, Howie the Rookie, Solotheater, R: Veronika Wolff
- 2003–2004: Junges Ensemble Stuttgart, Kick & Rush, Laurenz, R: Matthias Lehmann
- 2003: Nationaltheater Mannheim / Schnawwl, Cowboy, Cowboy, Jack, R: Andrea Gronemeyer
- 2002–2003: Nationaltheater Mannheim / Schnawwl, Das Mädchen Kiesel und der Hund, Jäger, R: Andrea Gronemeyer
- 2002–2003: Nationaltheater Mannheim / Schnawwl, Ein Familienkochbuch, Gernot, R: Harald Demmer
- 2001–2002: Nationaltheater Mannheim / Schnawwl, Dreier ohne Simone, Sven, R: Till Weinheimer
- 2001–2002: Nationaltheater Mannheim / Schnawwl, Riesendäumling, Mann, R: Karin Koller
- 2001–2002: Nationaltheater Mannheim / Schnawwl, Wunderzeiten, Martin, R: Annette Weber
- 2001–2002: Nationaltheater Mannheim / Schnawwl, Nachtschwärmer, Soldat, R: Karin Koller
- 2001: Südostbayerisches Städtetheater Landshut, Der falsche Prinz, Marim, R: Thorsten Danner
- 2000: Prinzregententheater München, Die Nibelungen, Gerenot, R: Dorothea Schröder